# Andreas Burnier

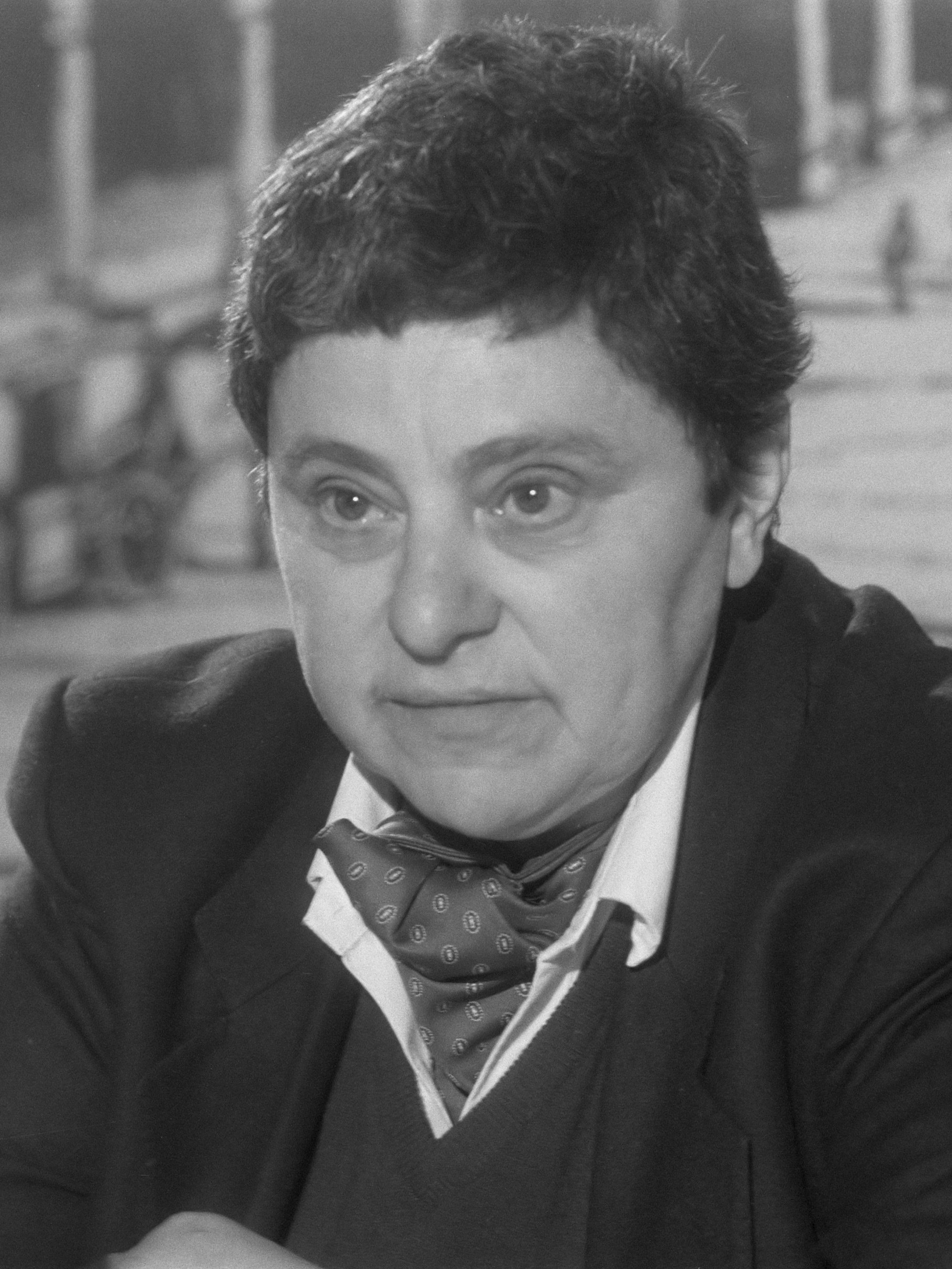
Catharina Irma Dessaur alias Andreas Burnier (1986)

Andreas Burnier (Pseudonym für Catharina Irma Dessaur; geboren am 3. Juli 1931 in Den Haag, Niederlande; gestorben am 18. September 2002 in Amsterdam) war eine niederländische Schriftstellerin und Hochschullehrerin für Kriminologie an der Katholischen Universität Nijmegen (KUN).
Burnier zählt zu den wichtigen Vorläuferinnen der zweiten Frauenbewegung in den Niederlanden. In ihrem umfangreichen Lebenswerk setzte sie sich auch mit Sterbehilfe, Transgeschlechtlichkeit und dem Judentum auseinander. Doris Hermanns beschreibt sie als „radikale Denkerin und eine Außenseiterin“.

## Leben
Catharina Irma Dessaur war das älteste Kind einer liberalen jüdischen Familie, ihr Vater war Handelsreisender. Besondere Förderung erfuhr sie durch den Besuch einer Montessori-Schule. Während des Zweiten Weltkriegs tauchte sie für drei Jahre (1942–1945) an ständig wechselnden Adressen unter, aus Sicherheitsgründen getrennt von ihren Eltern. Während dieser Zeit nahm sie den Namen Ronnie van Dijk an. Zusammen mit dem Vater ging sie nach dem Krieg nach Amsterdam. Dann absolvierte sie ein Lyzeum in Den Haag und studierte danach Medizin und Philosophie in Amsterdam. Dieses Studium konnte Dessaur nicht abschließen, da ein Professor ihr als junger Frau seine Unterstützung verweigerte.
Im September 1953 heiratete sie aus Gründen der Konvention den Verleger J. Emanuel Zeijlmans van Emmichoven, mit dem sie zwei Kinder hatte. Durch ihn und ihren Schwiegervater Frederik Willem Zeylmans van Emmichoven lernte sie die Anthroposophie kennen. Mit Rudolf Steiner setzte sie sich in ihren späteren Publikationen auseinander. 1961 ließ sich das Ehepaar scheiden und Dessaur studierte Sozialwissenschaften. Sie wurde in Leiden mit einer Arbeit über Sozialkriminologie promoviert. Nach ihrer Scheidung bekannte sie sich zu ihrer Homosexualität und wandte sich der Literatur zu. Sie veröffentlichte unter dem Pseudonym Andreas Burnier, während sie unter ihrem richtigen Namen von 1973 bis 1988 als Professorin für Kriminologie in Nijmegen tätig war. Für 17 Jahre wurde die Fotografin Paul Franssen ihre Lebensgefährtin. Anschließend war die Schriftstellerin und Bibliothekarin Ineke van Mourik (* 1949, Pseudonym Daniel van Mourik) für 20 Jahre ihre zweite Lebensgefährtin. Dessaur starb mit 71 Jahren an einer Hirnblutung und wurde auf dem liberalen jüdischen Friedhof Gan Hasjalom Amstelveen begraben. Ein Teil ihres Werks wurde erst nach ihrem Tode veröffentlicht.

### Werk
Ihr Erstlingsroman Een tevreden lach war 1965 das erste Werk in der niederländischen Literatur, in dem über weibliche Homosexualität geschrieben wurde. Dieses für sie weiterhin bedeutende Thema erweiterte sie 1969 in ihrem autobiografischsten Buch Het jongensuur (deutsch Knabenzeit) um Transgeschlechtlichkeit. Dort zieht es die weibliche Protagonistin vor, ein Junge zu sein. In dem 1967 erschienenen Band De verschrikkingen van het noorden (dt. Die Schrecken des Nordens) stehen in fünf der sechs dort enthaltenen Erzählungen lesbische Kontakte im Mittelpunkt, deren dezidierte Thematisierung für die damalige Zeit sehr ungewöhnlich war.
In den 1960er Jahren wurde Burnier eine wichtige Vorläuferin der zweiten Frauenbewegung bzw. der zweiten Welle des Feminismus (niederländisch Tweede feministische golf). Ihre Reden und Veröffentlichungen vermittelten Inspiration, als Aktivistin trat sie allerdings nicht auf, obwohl sie 1968 Mitglied der Aktionsgruppe Man Vrouw Maatschappij (MVM) wurde. Manche Themen hatte sie schon vor Gründung der Dollen Mina 1970 aufgegriffen. Bereits 1971 machte sie den Vorschlag, einen Lehrstuhl für Frauenforschung bzw. eine Freie Universität zu gründen.
Erst nach ihrer Emeritierung beschäftigte sich Burnier intensiv mit dem Judentum, zu dem sie nach ihrem Untertauchen 1942 keine Berührungspunkte mehr hatte. 1997 erschien ihr Roman De wereld is van glas (Die Welt ist aus Glas) zu dieser Thematik. 1999 gründete sie ein Bildungszentrum für liberale und orthodoxe Juden, an dem sie bis zu ihrem Tod Seminare veranstaltete. Mit Rabbinern und der Publizistin Manja Ressler erstellte sie eine Neuausgabe des Siddur der liberalen Gemeinde, der im Jahr 2000 erschien. Sie hat auch 1995 den Begriff „Vater-Jude“ geprägt.
Neben Romanen veröffentlichte Burnier auch Essays, Briefe und Artikel, mit denen sie wichtige gesellschaftliche Debatten initiierte und regelmäßig zur Zielscheibe heftiger Polemik wurde. In ihren wissenschaftlichen Arbeiten kämpfte sie gegen die Legalisierung von Sterbehilfe, Abtreibung und genetischer Manipulation. In den liberalen Niederlanden wurde ihre Haltung in den 1980er Jahren sehr kritisiert. Damals verglich sie Sterbehilfe mit NS-Praktiken und stellte Fragen nach der „Freiwilligkeit“.

#### Zitat
„Wer in die Seele eindringen will, muss durch die verkehrte Welt hindurch, durch die Leere, die Angst, das Nichts.“ Andreas Burnier, Een tevreden lach.

## Werke (Auswahl)
- Een tevreden lach (1965), dt. Rendezvous bei Stella Artois (1994)
- De verschrikkingen van het noorden (1967), dt. Die Schrecken des Nordens (1968)
- Het jongensuur (1969), dt. Knabenzeit (1993, 2016)
- De huilende libertijn (1970)
- Poëzie: jongens en het gezelschap van geleerde vrouwen (1974)
- De reis naar Kithira (1976)
- De zwembadmentaliteit (1979)
- Na de laatste keer (1981)
- De droom der rede (1982)
- De litteraire salon (1983)
- De trein naar Tarascon (1986)
- Gesprekken in de nacht (1987)
- Het spirituele in de kunst (1987), dt. Die Wirklichkeit des Geistigen in der abstrakten Kunst (1988)
- Mystiek en magie in de literatuur (1988)
- De achtste scheppingsdag (1990)
- Een wereld van verschil (1994)
- Gustav Meyrink: bewoner van twee werelden (1996)
- Manoeuvres (1996)
- De wereld is van glas (1997)
- Joods lezen (1997)
- Een gevaar dat de ziel in wil (2003)
- Na de laatste keer (2004)

### Als Catharina Irma Dessaur
- Wetenschap tussen cultuur en tegencultuur. Nijmegen, KUN, 1973.
- De droom der rede. Het mensbeeld in de sociale wetenschappen. Een poging tot criminosofie. ’s-Gravenhage 1982.
- Mag de dokter doden? Argumenten en documenten tegen het euthanasisme. Amsterdam 1986 (mit C.J.C. Rutenfrans).
- De rondgang der gevangenen. Een essay over goed en kwaad, in de vorm van zeven brieven aan de Platoclub. Amsterdam 1987.
- Foundations of theory-formation in criminology. A methodological analysis. Berlin, de Gruyter Mouton, 2011.[2]

### Auf Deutsch
- Übersetzung von De verschrikkingen van het noorden (1967): 
  - Andreas Burnier, übersetzt von Jürgen Hillner: Die Schrecken des Nordens. Melzer, Darmstadt 1968, OCLC 63306134.
- Übersetzung von Jongensuur (1969):
  - Andreas Burnier, übersetzt von Waltraud Hüsmert: Knabenzeit. Twenne Verlag, Berlin 1993, ISBN 978-3-928560-08-5.
  - Andreas Burnier, übersetzt von Waltraud Hüsmert: Knabenzeit. Verlag Klaus Wagenbach, Berlin 2016, ISBN 978-3-8031-2759-4. E-Book.
- Übersetzung von Het spirituele in de kunst (1987):
  - Andreas Burnier, übersetzt von Michael Bockemüh und Carel Blotkamp: Die Wirklichkeit des Geistigen in der abstrakten Kunst. Freies Geistesleben, Stuttgart 1988, ISBN 978-3-7725-0100-5.
- Andreas Burnier, übersetzt von Waltraud Hüsmert: Rendezvous bei Stella Artois. Roman. Twenne-Verlag, Berlin 1994, ISBN 978-3-928560-14-6.

### Auf Englisch
- Andreas Burnier: Foundations of theory-formation in criminology; a methodological analysis. Mouton, The Hague 1971, OCLC 209664 (englisch).
- Andreas Burnier: Science between culture and counter-culture. Dekker & Van de Vegt, Nijmegen 1975, ISBN 978-90-255-9813-6 (englisch).

## Auszeichnungen (Auswahl)
- 1967 Lucy B. en C.W. van der Hoogtprijs für Een tevreden lach
- 1983 Annie-Romein-Preis
- 1987 Busken-Huet-Preis
- 1991 Orden vom Niederländischen Löwen, Ritter.

## Biographie
- Elisabeth Lockhorn: Andreas Burnier, metselaar van de wereld. Amsterdam und Antwerpen 2015. ISBN 978-90-450-2864-4.